# Рощино (Сорочинський міський округ)
Ро́щино (рос. Рощино) — селище у складі Сорочинського міського округу Оренбурзької області, Росія.

## Населення
Населення — 188 осіб (2010; 273 у 2002).
Національний склад (станом на 2002 рік):
- росіяни — 64 %